# Can Pardalet
Can Pardalet era una casa enderrocada de la Cellera de Ter (Selva) inclosa a l'Inventari del Patrimoni Arquitectònic de Catalunya.

## Descripció
L'immoble primigeni conegut com a Can Pardalet, ha estat enderrocat i en el solar original s'ha procedit a la construcció d'un gran immoble que consta de planta baixa i dos pisos superiors, situat entre mitgeres i cobert amb una teulada a una sola aigua amb vessant a façana i amb un ràfec format per tres fileres de rajola. La composició del ràfec és la següent: primer una filera de rajola plana, llavors una filera de rajola ondulada imitant la teula complementada per una altra filera de rajola plana. Està ubicat al costat esquerre de la travessera del Torrent.
La planta baixa consta de dues obertures, com són el portal d'accés i el garatge.
Pel que fa al primer i segon pis, aquests han estat resolts partint del mateix esquema formal que consisteix en disposar tres finestres per pis. Ara bé pel que fa a la seva tipologia, aquestes són completament diferents. Així en el primer pis trobem per una banda, dues balconades i cadascuna amb la seva respectiva barana de ferro forjat i una finestra d'arc de mig punt, amb una llum extremadament accentuada en comparació amb la sageta. Per la seva banda, en el segon pis tenim dues finestres dobles o geminades, que consten de mainell cúbic, amb columnes de fust llis i ampit treballat i finalment una obertura rectangular projectada com a balconada i equipada amb una barana de ferro forjat.